# Lamastre
Lamastre település Franciaországban, Ardèche megyében. Lakosainak száma 2336 fő (2022. január 1.). Lamastre Le Crestet, Désaignes, Empurany, Gilhoc-sur-Ormèze, Nozières, Saint-Barthélemy-Grozon, Saint-Basile és Vernoux-en-Vivarais községekkel határos.

## Népesség
A település népességének változása:
| Lakosok száma | 3247 | 3007 | 2717 | 2526 | 2404 | 2361 | 2318 | 2349 | 2361 | 2336 |
|               | 1968 | 1982 | 1990 | 2006 | 2013 | 2015 | 2017 | 2019 | 2020 | 2022 |